# Udo Dammert
 Udo Dammert (* 18. Mai 1904 in Baden-Baden; † 20. Mai 2003 in Simmerberg) war ein deutscher klassischer Pianist, Klavierlehrer, Autor und Kunstsammler.

## Leben und Wirken

### Ausbildung und musikalische Laufbahn

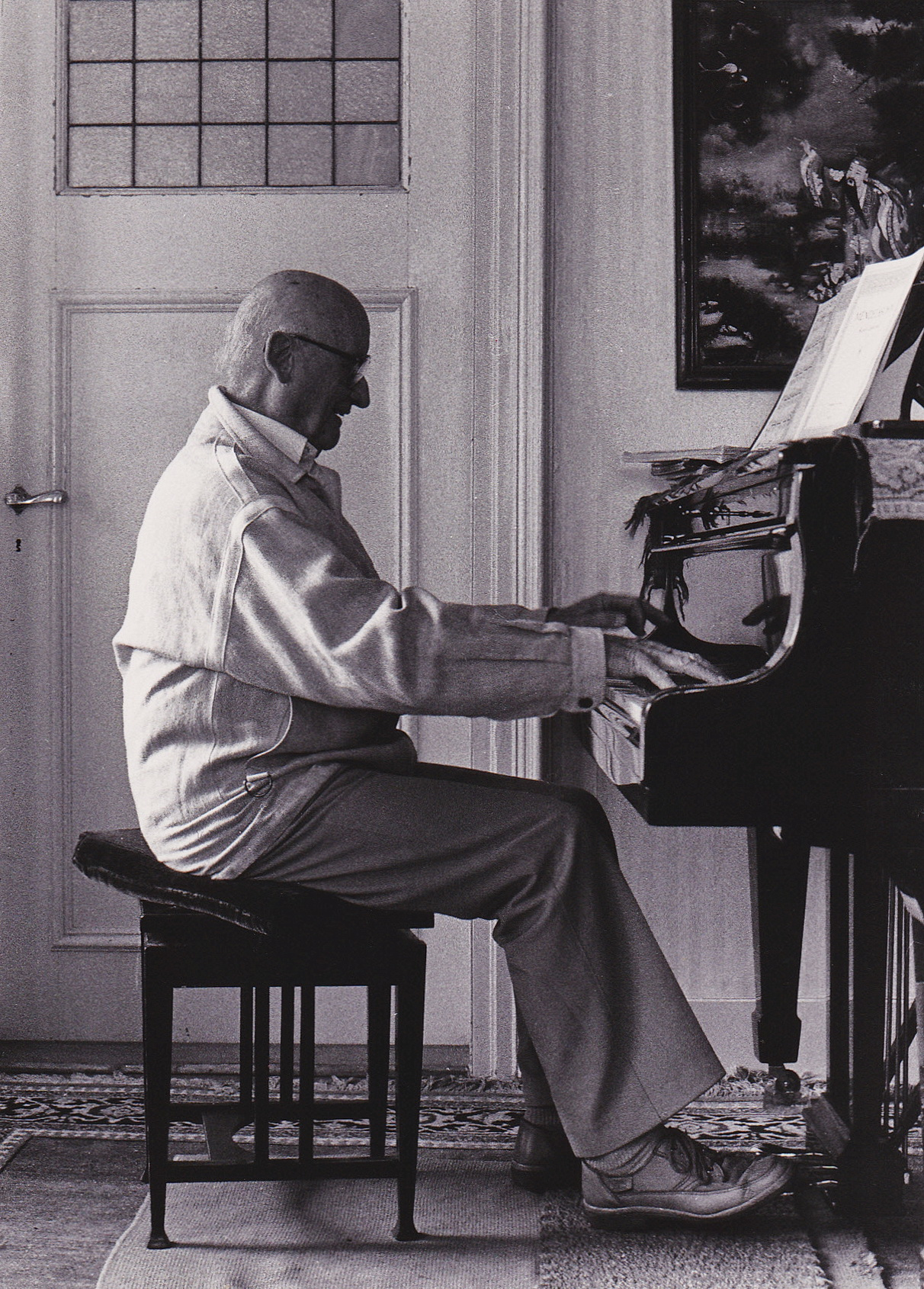
Udo Dammert am Flügel in seinem Haus in Simmerberg

Nach Kinderjahren in Baden-Baden besuchte Udo Dammert das Wilhelmsgymnasium in München und studierte anschließend Musik mit Herbert von Karajan am Mozarteum Salzburg. 1925 wurde er in München an der Akademie für Tonkunst Schüler des Pianisten Josef Pembaur. Von München aus unternahm er Konzertreisen durch Europa.
In der traditionell ausgerichteten Münchner Musikszene trat der junge engagierte Pianist Udo Dammert im März 1927 zusammen mit seinem Kollegen Franz Dorfmüller (1887–1974) und dem Komponisten Fritz Büchtger (1903–1978) als Mitbegründer der Vereinigung für zeitgenössische Musik in Erscheinung, die nach ihren Statuten das Ziel hatte, „ohne parteimäßige und nationale Bindung die Werke lebender Komponisten aufzuführen“. Unter der Leitung Büchtgers und mit dem als geistigem Führer später hinzugekommenen Dirigenten Hermann Scherchen (1891–1966) führte diese Einrichtung bis zu ihrem Ende 1932 eine Vielzahl von Einzelkonzerten und insbesondere vier Festwochen für Neue Musik auf.
An seinem Wohnsitz München richtete Dammert ein eigenes Tonstudio ein, in dem er Schüler unterrichtete. Mit Hedwig Rischner heiratete er eine Schülerin, die Arzttochter und Erbin der beiden Persönlichkeiten der Simmerberger Ortsgeschichte Bonaventura und Maria König war. Auf diese Weise kam Dammert 1936 nach Simmerberg und setzte von dort aus seine Konzerttätigkeit (ca. 2000 insgesamt) fort.

### Kunstsammler
Udo Dammert betätigte sich nach seiner erfolgreichen Pianistenkarriere als Kunstsammler. Die über Jahre hinweg zusammengetragenen Ikonenbilder in Hinterglas wuchsen zu einer in Europa einmaligen Sammlung zusammen, die er später einer Stiftung vermachte. Sie sind heute in der Abteilung „Hinterglasbildersammlungen von Udo und Hedi Dammert“ im Schloßmuseum Murnau zu sehen.
Neben der Glasmalerei begeisterte sich Dammert für die Kunst Asiens und brachte von dort vor allem religiöse Kunstgegenstände mit nach Hause. Als Berater für das Münchner Völkerkundemuseum gab er sein Wissen über die Volkskunst weiter und stellte großen, internationalen Ausstellungen Stücke aus seiner Sammlung als Exponate zur Verfügung.

### Privates
Der ökumenische Gedanke des friedlichen Miteinander der Glaubensrichtungen dieser Welt hatte für Dammert eine große Bedeutung. Er pflegte freundschaftlichen Kontakt zu Künstlern wie Wassily Kandinsky, Paul Klee, Béla Bartók und Pablo Picasso. Udo Dammert starb zwei Tage nach seinem 99. Geburtstag und wurde in München beerdigt.